# Памятник Партизану-борцу
Памятник Партизану-борцу (серб. Споменик Партизану-борцу) — мемориальный комплекс, расположенный на горе Горица в черногорском городе Подгорица (ранее Титоград). Открыт в 1957 году. Авторы — архитектор Воислав Джокич и скульптор Драго Джурович. Памятник посвящён черногорским партизанам, павшим за свободу Черногории в годы Народно-освободительной войны Югославии. В усыпальнице похоронены 97 Народных героев Югославии, погибших на той войне.

## История
Памятник официально открыт 13 июля 1957 в День восстания народа Черногории в присутствии государственных деятелей и большинства жителей Титограда. Именно там проводились официальные церемонии во время государственных праздников и различных годовщин. Перед зданием мавзолея черногорские призывники Югославской народной армии принимали присягу, а юным пионерам вручали красные галстуки. Мавзолей стал символом Титограда и даже был изображён на его старом гербе
В настоящее время в дни государственных праздников, а также встреч многих военных и политических организаций к памятнику возлагаются венки: тем самым отдаётся дань уважения к погибшим во время Народно-освободительной войны.

## Описание
Конкурс на внешний вид монумента выиграли архитектор Воислав Джокич и скульптор Драго Джурович. 

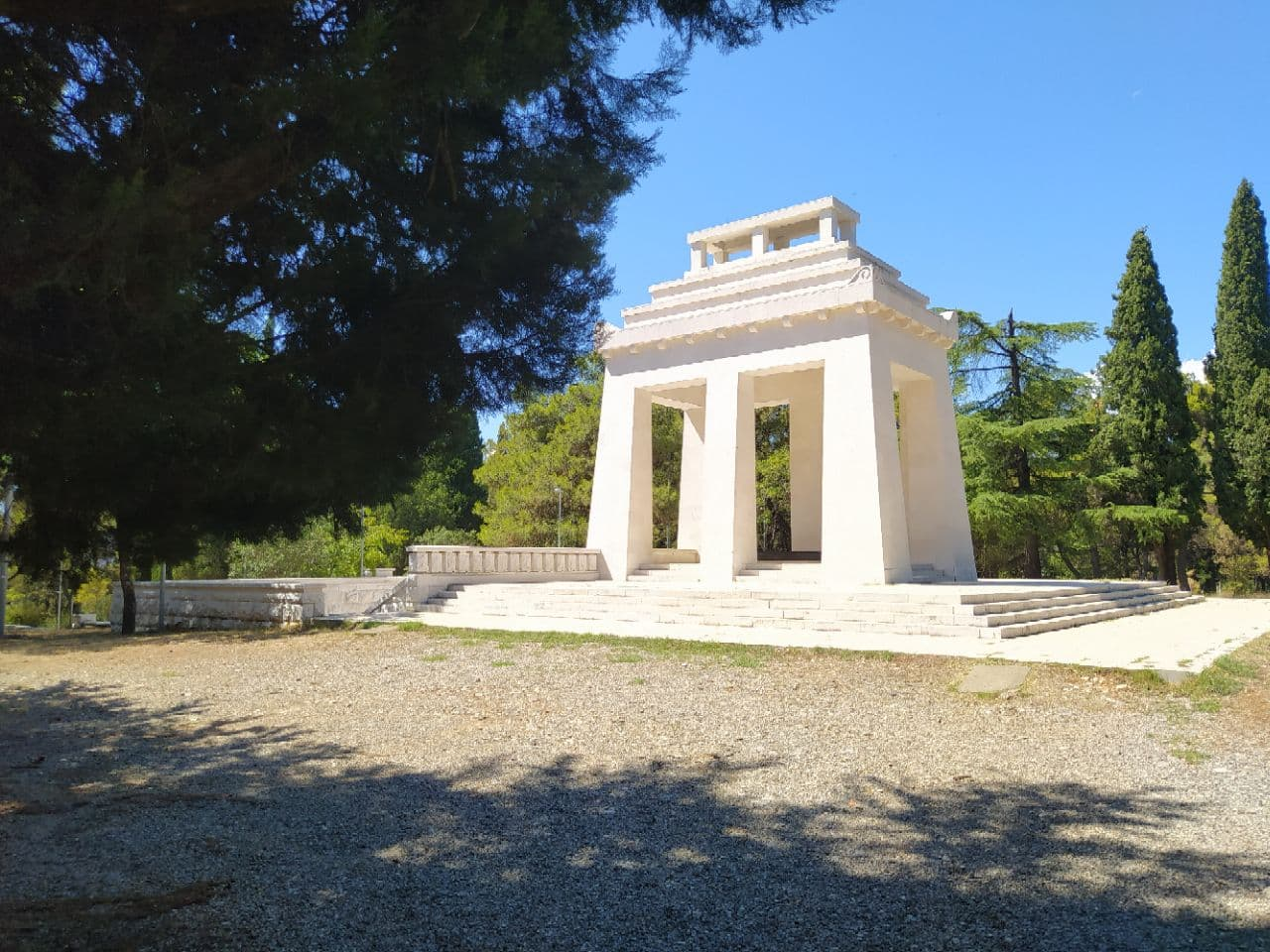
Памятник Партизану-борцу в парке Горица

Джокич был автором комплекса, а именно внешнего вида мавзолея; Джурович был автором двух скульптур-кариатид, стоявших перед входом в усыпальницу и изображённых в облике партизан. 
Мавзолей, кариатиды и весь мемориальный комплекс (лестница и стены) изготовлены из черногорского белого гранита. В усыпальнице похоронены останки 97 народных героев Югославии, погибших на войне. Внутри усыпальницы установлены таблички с именами погибших героев, а также памятные надписи (на центральной стене, слева и справа от стены):

Они любили свободу больше, чем жизнь.
В Народно-освободительной войне с 1941 по 1945 годы погибли 6780 солдат и руководителей из Черногории...
... а 7479 сыновей и дочерей черногорского народа убили фашистские оккупанты и предавшие соотечественники.
Оригинальный текст (серб.)Они су вољели слободу више од живота.

У Народноослободилачкој борби од 1941 до 1945. године пало је 6780 бораца и руководилаца из Црне Горе...
... а 7479 синова и кћери црногорског народа убили су фашистички окупатори и домаћи издајници.

## Народные герои, похороненные в усыпальнице
Из 97 народных героев, захороненных здесь, упомянуты:
| - Рифат «Тршо» Бурджевич - Радуле Радулович - Радомир Митрович - Радуле Еврич | - Томаш Жижич - Филип Янкович - Бошко Янкович - Блажо «Йоша» Орландич | - Василие «Вако» Джурович - Вуксан Джукич - Василие Вуячич - Воислав Груич | - Вукосав Божович - Велько Радулович - Джорджина (Джина) Врбица - Джоко Прелевич |